# Casablanca (film)
A Casablanca (ejtsd: kaszablanka, eredeti angol címe is Casablanca) 1942-ben bemutatott fekete-fehér amerikai romantikus filmdráma Kertész Mihály rendezésében, Humphrey Bogart és Ingrid Bergman főszereplésével. A forgatókönyvet Julius J. Epstein, Philip G. Epstein és Howard Koch írta, Murray Burnett és Joan Allison Everybody comes to Rick's című színműve alapján.
A filmet Magyarországon először 1947-ben mutatták be a mozik feliratosan, majd szinkronizáltan 1966. augusztus 27-én mutatta be a Magyar Televízió. Ezzel a szinkronnal jelent aztán meg DVD-n és Blue-ray-en a Fórum Home Entertainment Hungary és a Pro Video forgalmazásában.

## Rövid történet
Egy cinikus, külföldön élő amerikai kávézótulajdonos azzal a döntéssel küzd, hogy segítsen-e szökésben lévő egykori szeretőjének és a férjének a nácik elől elmenekülni Marokkóból.

## Cselekménye

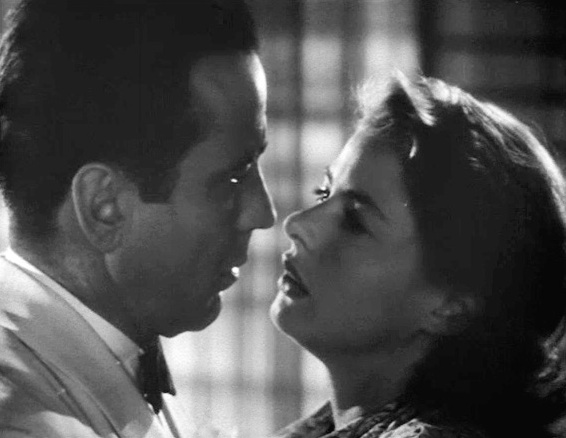
Humphrey Bogart és Ingrid Bergman

A film a második világháború alatt, a mai Marokkóban lévő Casablancában játszódik, amely akkoriban nem a németek által megszállt Franciaországhoz, hanem a német bábállam Vichy-Franciaország fennhatósága alá tartozott. Sokan innen próbálnak menekülni az Egyesült Államokba, ami csak hivatalos igazolvánnyal lehetséges. Azt viszont csak a korrupt Louis Renault kapitányon keresztül lehet megszerezni, illetve a feketepiacon sok pénzért megvenni. Miután rátalálnak két náci holttestére, akiknek ellopták a vízumait, a rendőrség nyomozni kezd a tettesek után.
A főszereplő az amerikai Rick, aki az idők folyamán cinikussá vált, egy kis bárral tartja el magát, és mindjárt a nyomozás elején fókuszba kerül. A főnyomozó Renault gyorsan megtalálja az olasz Ugartéban az igazi bűnözőt, aki vízumok eladásával keresi a pénzét a feketepiacon. Mivel Rick bárja az emigránsok között ismert és kedvelt hely, Renault abban reménykedik, hogy ott tudja majd letartóztatni. Kifejezetten erre az alkalomra utazik Strasser német őrnagy Németországból Casablancába. Mivel Ugarte érzi, hogy a nyomában vannak, odaadja a vízumokat Ricknek, aki a zongorában rejti el azokat. Röviddel utána Strasser lelövi Ugartét.
Ezután érkezik a cseh Victor László a feleségével, Ilsával, akik Ricknél keresik a két vízumot. Rick felismeri Ilsában régi párizsi szerelmét. Miután ő is felismerte Ricket, Victor tudomása nélkül újra egymásra találnak. De a kapcsolat nem tartós, és Ilsa megint elhagyja Ricket. Az elkeseredett Rick ezután már nem akarja odaadni ellenfelének, Lászlónak a vízumokat. Akkor lesz belátó, amikor Ilsa bevallja neki a szerelmét, de azt is hozzáfűzi, Párizsban azt hitte, hogy férje, László halott. Ha tudta volna, hogy még életben van, nem alakult volna köztük ki komolyabb kapcsolat. Erre Rick belátja, hogy önző volt, és hogy Ilsa helye Lászlónál van. A film azzal végződik, hogy Rick, az érzései ellenére, engedi mindkettőjüket Amerikába repülni.

## Szereplők
| Szerep                | Színész            | Magyar hang       |
| --------------------- | ------------------ | ----------------- |
| Richard „Rick” Blaine | Humphrey Bogart    | Kálmán György     |
| Ilsa Lund László      | Ingrid Bergman     | Váradi Hédi       |
| Ugarte                | Peter Lorre        | Harkányi Endre    |
| Heinrich Strasser     | Conrad Veidt       | Somogyvári Rudolf |
| Victor László         | Paul Henreid       | Avar István       |
| Louis Renault         | Claude Rains       | Agárdy Gábor      |
| Carl                  | S. Z. Sakall       | Szendrő József    |
| Signor Ferrari        | Sydney Greenstreet | Győrffy György    |
| Yvonne                | Madeleine LeBeau   | Béres Ilona       |
| Sam                   | Dooley Wilson      | Bessenyei Ferenc  |

## Így készült a film

### A szereplők
Ricket ismerik minden kocsmában, fehér szmokingban és öves ballonkabátban jár. Ilsa elmerülten nézi Ricket a kávéházban, miközben a háttérben As Time Goes By dallamai visszaröpítik őket egy nyugodtabb életbe, melyet még nem mérgezett meg a háború. Renault, a cinikus, de meleg szívű rendőrfőnök higgadtan szemléli az élethelyzetek teremtette abszurditást. Megalkuvásra kész, és ő a film legromantikusabb alakja. Rické a film híres zárómondata: „Lehet, hogy ez egy csodálatos barátság kezdete.” Hasonlóan emlékezetes számos mellékszereplő karaktere. Peter Lorre, a simlis Ugarte szerepében, aki óvatosan megvallja, hogy bízik még Rickben; Conrad, mint a náci gazember, Strasser őrnagy, aki nem tudja befejezni a telefonbeszélgetéseit; Wilson, Sam szerepében, aki folyamatosan zongorázik; Szőke Szakáll az osztrák-magyar menekültet, Carlt alakítja, aki folyamatosan izzad, és még számtalan figura teszi emlékezetessé Kertész nagyszerű alkotását.

### A forgatás és a bemutató
A forgatókönyvet majd’ minden nap átírták a forgatásig. Ingrid Bergman az utolsó napig nem tudta, hogy Ilse elrepül-e vagy marad. A film e tekintetben az utolsó pillanatig bizonytalanságban tartotta hőseit és egyben a nézőket is. A film kitűnő szereposztással készült, a kis szerepeket is beleértve. A Warner Brothers a jogokat 20 ezer dollárért vásárolta meg. A forgatást 1942. május 25-én kezdték meg, és augusztus 3-án fejezték be.
A film bemutatója 1942. november 26-án volt, a mozik 1943. január 23-ától játszották. A film iránti érdeklődést fokozta, hogy a Hitler-ellenes koalíció vezetői alig néhány héttel a bemutató után, január 14. és 24. között találkoztak Casablancában (ezzel a film véletlenül mintegy elébe ment a világtörténelmi eseménynek). Sok kritikus a Casablancát minden idők legjobb filmjei között tartja számon. Cselekményében finom egyensúlyt tartva ötvöződik a szerelmi és a politikai történet.

### Műszaki adatok
A film vetítési ideje 1 óra 42 perc. Németországban megvágva 1 óra 22 perces lett. Kópiája 2811 méter.
A filmet két alkalommal is kiszínezték. Az első színes verziót 1984-ben kb. hárommillió néző látta. A kritikusok véleménye szerint ez súlyosan ártott a film művészi értékének, ezért továbbra is a fekete-fehér változatát vetítik. Digitalizálását D-Cinema (2012 2K) módszerrel végezték, ami azt jelenti, hogy a képek kb. két megapixel felbontásúak.

## Zene
A film tette világslágerré Herman Hupfeld  1931-ben született dalát. A Casablancában Sam (Dooley Wilson) adta elő az As Time Goes By című dalt. Magyarul Úgy múlik az idő címen szokták említeni.

## Az 1966-os magyar változat eltérései
A filmet 1966-ban mutatták be Magyarországon. A Nagy Vilma által készített szinkronos változat szövege azonban több helyen eltért az eredetitől, hogy a rendszer számára kényes politikai kérdéseket ne érintsék. Így például a nyugati szövetségeseket népszerűsítő részek kihagyásra kerültek, de a változtatások a film végét is érintették, és az ikonikussá vált utolsó mondat („Louis, azt hiszem, ez egy gyönyörű barátság kezdete.”) helyett ebben a változatban a „Louis, maga ugyanolyan szentimentális, mint én” hangzott el.

## Érdekességek
- Bogart 173 centiméter magas volt, Bergman pedig 175. A forgatás során Bogart cipőjére egy fából készült 3 inches (7,6 cm) magasítót rögzítettek, hogy magasabbnak látsszon a nőnél.[7]
- A film egyik főszereplőjéről választotta nevét Viktor Lazlo belga énekesnő. A filmbeli Victor Laszlo cseh nemzetiségű volt – Magyarország ekkoriban a németek szövetségese volt, Csehszlovákia pedig áldozata –, és érdekesség, hogy Kertész Mihály ennek ellenére magyar hangzású nevet adott neki.[8]

## Díjak, jelölések
Oscar-díj (1943)
- díj: legjobb film – Hal B. Wallis, producer
- díj:  legjobb rendező – Kertész Mihály
- díj:  legjobb adaptált forgatókönyv – Julius J. Epstein, Philip G. Epstein és Howard Koch
- jelölés: legjobb férfi főszereplő – Humphrey Bogart
- jelölés: legjobb férfi mellékszereplő – Claude Rains
- jelölés: legjobb operatőr, fekete-fehér – Arthur Edeson
- jelölés: legjobb vágás – Owen Marks
- jelölés: legjobb eredeti filmzene – Max Steiner

## A film szállóigévé vált mondatai
Az Amerikai Filmintézet (AFI) 2005-ben összeállított listája alapján hat, a filmben elhangzó mondat is bekerült minden idők száz leghíresebb filmidézete közé, így a Casablanca első lett az idézetek számát tekintve.
- „Here’s looking at you, kid” („Fel a fejjel kölyök!”) – Rick Blaine mondja Ilsa Lundnak.
- „Louis, I think this is the beginning of a beautiful friendship.” („Louis, azt hiszem, ez egy gyönyörű barátság kezdete.”) – Rick mondja Renault kapitánynak (Claude Rains), ez egyben a film befejező mondata. Szintén elhangzik Emir Kusturica 1998-as, Macska-jaj című filmjében, utalásként a Casablancára.
- „Play it, Sam. Play 'As time goes by'.” („Játszd el Sam! Játszd, »Ahogy múlik az idő«!”) – Ilsa mondja Samnek.
- „Round up the usual suspects.” („Szedjék össze a szokásos gyanúsítottakat!”) – Renault kapitány a repülőtéren mondja, Strasser meggyilkolása után.
- „We'll always have Paris.” („Párizs mindig a miénk lesz.”) – Rick mondja Ilsának a repülőtéren. Más változatban: "Párizs mindig megmarad nekünk".
- „Of all the gin joints in all the towns in the world, she walks into mine.” („A világ összes városának összes kocsmája közül miért pont ebbe kellett bejönnie?”) – Rick mondja Samnek.

Az egyik legismertebb mondat – a „Játszd újra, Sam!” – a filmben így nem hangzik el.

## Szépirodalmi feldolgozások
- Peter Härtlingː Visszatérés Casablancába. Regény; ford. Kertész Imre; Európa, Bp., 1985
- Casablanca regénye; a film nyomán írta Pierre Faux; K. u. K., Bp., 1994
- Julio Menéndezː Casablanca után; Interpress, Bp., 1997 (Interpress regénytár)
- Michael Walshː Múlik az idő. Casablanca, előzmény és folytatás; ford. M. Szász Anna; Európa, Bp., 1999
- Noah Isenberg: Nekünk megmarad Casablanca. Hollywood legkedvesebb filmjének élete, legendája és utóélete; ford. Prekop Gabriella; Európa, Bp., 2017